# Blanca Elena Jiménez Cisneros
Blanca Elena Jiménez Cisneros (Ciudad de México, 17 de noviembre de 1958) es una ingeniera ambiental, investigadora y académica mexicana. Se ha especializado en el tratamiento y reutilización del agua. Fue la Directora de la Comisión Nacional del Agua en el sexenio del presidente Andrés Manuel López Obrador entre 2018 y 2021.

## Estudios y docencia
Cursó la licenciatura de Ingeniería Ambiental en la Universidad Autónoma Metropolitana Unidad Azcapotzalco (UAM-A). Realizó una maestría y estudios de posgrado en tratamiento y reutilización del agua en el Institut national des sciences appliquées en Toulouse, Francia. En 1980 ingresó como investigadora al Instituto de Ingeniería de la Universidad Nacional Autónoma de México (UNAM).
Ha realizado estancias académicas en la Universidad de Pretoria en Sudáfrica (2005), en la Universidad Federal de Paraná en Brasil (2007) y en el Instituto Nacional de Ecología de la Ciudad de México (2009). Ha impartido cursos de contaminación ambiental, sistemas de mejoramiento ambiental, energía y medio ambiente, temas selectos de ingeniería ambiental en la UNAM desde 1987.

## Investigadora y académica
En 1985 colaboró en el Laboratorio Central de la Lyonnaise des Eaux en París. Es perito del Colegio de Ingenieros Ambientales. Es investigadora nivel III por el Sistema Nacional de Investigadores. Ha colaborado para el Programa Hidrológico Internacional de la Unesco, con la Organización Mundial de la Salud (OMS), con el Banco Mundial, con la Fundación Bill y Melinda Gates y con la Organización de las Naciones Unidas para la Alimentación y la Agricultura (FAO).  A lo largo de su trayectoria profesional ha participado en más de ciento cincuenta proyectos de vinculación con patrocinios públicos y privados. Cuenta con seis patentes registradas y dos desarrollos tecnológicos aplicados a nivel nacional. 
Ha promovido la tarea de establecer normas y criterios para el tratamiento y reutilización del agua residual en la agricultura y la recarga artificial de acuíferos. Ha realizado trabajos de detección y control de contaminantes emergentes, cuya concentración es tan baja que son muy difíciles de detectar. Fue presidenta de la International Water Association (IWA) de 2010 a 2012, del Colegio de Ingenieros Ambientales de México de 1999 a 2000 y de la Federación Mexicana de Ingeniería y Ciencias Ambientales de 2001 a 2002.  Ha sido vicepresidenta de la Academia Mexicana de Ciencias.

## Obras publicadas
Ha publicado alrededor de doscientos artículos en revistas y libros, así como en manuales, memorias de congresos y manuales para sistemas de tratamientos. Entre sus libros publicados se encuentran: 
- Reúso posible del agua residual en México, coautora, en 1999.
- La contaminación ambiental en México en 2001.
- El agua vista desde la Academia Mexicana de Ciencias.
- Urban Water Processes and Interactons publicado por la Unesco.
- An International Water Reuse Survey Contasts, Issues and Needs around the World publicado por la International Water Association.
- Evaluación de la política de acceso al agua potable en el Distrito Federal, en 2011.

## Premios y distinciones
- Medalla “Heberto Castillo” en el área de Ambiente.
- Premio “Emilio Rosenblueth” para Jóvenes Investigadores en Ingeniería en 1995.
- Distinción Universidad Nacional para Jóvenes Académicos por la Universidad Nacional Autónoma de México en 1996.
- Premio de Investigación Científica por la Academia Mexicana de Ciencias en 1997.
- Premio “Ing. Pedro J. Caballero” por la Federación Mexicana de Ingeniería Sanitaria y Ciencias Ambientales en 2000.
- Premio de Ecología y Medio Ambiente “Miguel Alemán Valdés” por la Fundación Miguel Alemán Valdés en 2001.
- Orden de la Estrella Polar otorgada por el rey de Suecia Carl XVI en 2002.
- Medalla “Juana Ramírez de Asbaje” por la Universidad Nacional Autónoma de México en 2003.
- Medalla al Mérito Universitario por la Universidad Veracruzana en 2006.
- Premio Nacional Mérito Ecológico en la categoría de Académico en 2006.
- Premio Nacional al Mérito Ecológico.
- Premio Universidad Nacional en el área de Innovación Tecnológica por la Universidad Nacional Autónoma de México en 2008.
- Premio Nacional de Ciencias y Artes en el área de Tecnología y Diseño por la Secretaría de Educación Pública en 2009.[5]
- Premio Global Water por la International Water Association en 2010.

Además, ha recibido en dos ocasiones la Trojan Fellowship, la cual apoya solo a un investigador en el mundo por año.[cita requerida]